# Polski Izvor
Polski Izvor (Bulgaars: Полски извор) is een dorp in de Bulgaarse gemeente Kameno, oblast Boergas. Polski Izvor ligt hemelsbreed 15 km ten zuidoosten van de provinciehoofdstad Boergas en 326 km ten oosten van Sofia. 

## Bevolking
Op 31 december 2020 telde het dorp Polski Izvor 669 inwoners, een stijging ten opzichte van 436 inwoners in 2011. Het aantal inwoners vertoonde echter vele jaren een dalende trend: in 1946 had het dorp nog 991 inwoners.
| Bevolkingsontwikkeling tussen 1934 en 2020          |
| --------------------------------------------------- |
|                                                     |
| Bron: Nationaal Statistisch Instituut van Bulgarije |

In het dorp wonen nagenoeg uitsluitend etnische Bulgaren. In de optionele volkstelling van 2011 identificeerden 420 van de 432 ondervraagden zichzelf als etnische Bulgaren. De overige ondervraagden hebben geen etniciteit gespecificeerd.
| Etnische samenstelling van de respondenten (2011) | Etnische samenstelling van de respondenten (2011) | Etnische samenstelling van de respondenten (2011) | Etnische samenstelling van de respondenten (2011) | Etnische samenstelling van de respondenten (2011) |
| ------------------------------------------------- | ------------------------------------------------- | ------------------------------------------------- | ------------------------------------------------- | ------------------------------------------------- |
|                                                   |                                                   |                                                   |                                                   |                                                   |
| Bulgaren                                          | Bulgaren                                          |                                                   | 97,2%                                             | 97,2%                                             |
| Turken                                            | Turken                                            |                                                   | 0,0%                                              | 0,0%                                              |
| Roma                                              | Roma                                              |                                                   | 0,0%                                              | 0,0%                                              |
| Anders/Onbekend                                   | Anders/Onbekend                                   |                                                   | 2,8%                                              | 2,8%                                              |